# ダニー・スパイビー
"デンジャラス" ダニー・スパイビー（"Dangerous" Danny Spivey、本名：Daniel Eugene Spivey、1952年10月14日 - ）は、アメリカ合衆国のプロレスラー。フロリダ州タンパ出身。生年は1956年ともされた。
203cmの長身であり、初来日時は金髪のロングヘアーがトレードマークだったことから、日本では「黄金の鷲」の異名で呼ばれ、全日本プロレスのリングで活躍した。ザ・デストロイヤーの元娘婿でもある。
キャリア後年のWWF（現：WWE）における、ウェイロン・マーシー（Waylon Mercy）としての活動でも知られる。

## 来歴

### デビュー / WWF
ジョージア州立大学在学中はアメリカンフットボールで体を鍛え、幼い頃からファンだったというエディ・グラハム（地元フロリダのNWA加盟団体CWFのプロモーター）にスカウトされ、1984年にプロレス入り。ダスティ・ローデス、バリー・ウインダム、リック・マーテルといった錚々たるレスラーからトレーニングを受け、ノースカロライナのNWAミッドアトランティック地区でデビューを果たす。
デビュー後は練習仲間だったスコット・ホールと大型タッグチーム「アメリカン・スターシップ（American Starship）」を結成し、ホールはコヨーテ（Coyote）、自身はイーグル（Eagle）を名乗って活動。ミッドアトランティックではイライジャ・アキーム&カリーム・モハメッドのザンブイ・エクスプレスと抗争した。カンザスのNWAセントラル・ステーツ地区にも出場して、後にミッドナイト・ロッカーズを結成するショーン・マイケルズ&マーティ・ジャネッティとも対戦している。
チーム解散後、1985年10月にWWFに入団。"ゴールデン・ボーイ" ダニー・スパイビー（"The Golden Boy" Danny Spivey）をリングネームにベビーフェイスのポジションで売り出され、離脱したバリー・ウインダムの後任としてマイク・ロトンドのタッグパートナーとなる。ウインダム&ロトンドのUSエクスプレスにあやかったアメリカン・エクスプレス（The American Express）をチーム名に、グレッグ・バレンタイン&ブルータス・ビーフケーキが保持していたWWF世界タッグ王座に再三挑戦。ハート・ファウンデーション（ブレット・ハート&ジム・ナイドハート）やデモリッション（アックス&スマッシュ）などのチームとも対戦した。
1986年4月7日のレッスルマニア2では、シカゴ大会で行われたWWF&NFLのバトルロイヤルに出場している。ロトンドの離脱後はシングルプレイヤーとなり、1988年3月までWWFに所属していたが、キャリア不足もあってアンダーカードのポジションから脱することはできなかった。バックステージでは、彼に因縁をつけて私闘を挑んできたアドリアン・アドニスを叩きのめして返り討ちにしている。

### 全日本プロレス / WCW
1988年5月、全日本プロレスに初来日。6月10日の日本武道館大会では、天龍源一郎の保持していたUNヘビー級王座に挑戦した。以降、全日本プロレスの常連外国人選手となり、1989年6月5日には同じく日本武道館において、初来日したスティングとのシングルマッチで勝利を収めた。
全日本マットでは、スタン・ハンセン、テリー・ゴディ、スティーブ・ウィリアムスと共に外国人トップ4の一角を担い、1991年4月18日にはハンセンと組んでゴディ&ウィリアムスの殺人魚雷コンビから世界タッグ王座を奪取。以後、ジャンボ鶴田&田上明、三沢光晴&川田利明の挑戦を退け、7月6日に横須賀でゴディ&ウィリアムスに奪回されるまで保持した。
同時期、アメリカでは初期のWCWを主戦場に、"デンジャラス" ダン・スパイビー（"Dangerous" Dan Spivey）としてヒールのポジションで活動。ロトンド、ウィリアムス、ケビン・サリバンらによるバーシティ・クラブへの加入を経て、同じく身長2メートルを超えるシッド・ビシャスとのタッグチーム「ザ・スカイスクレイパーズ（The Skyscrapers）」を結成。テディ・ロングをマネージャーに迎え、「超高層ビル」を意味するチーム名通りの巨人コンビとして活動する。1989年7月23日のグレート・アメリカン・バッシュでは2リング・バトルロイヤルで共に優勝を収め、同日のタッグマッチでもジョニー・エース&シェーン・ダグラスのダイナミック・デューズに勝利。以降もリック&スコットのスタイナー・ブラザーズと抗争を展開した。
ビシャスが負傷で離脱してからは、後にジ・アンダーテイカーとして活躍する "ミーン" マーク・キャラスが新パートナーとなり、1990年2月にかけてホーク&アニマルのロード・ウォリアーズと抗争した。チーム解散後の1991年には、レックス・ルガーの保持していたUSヘビー級王座に再三挑戦している。
その後も単発的にWCWに出場しつつ、全日本プロレスを活動の拠点とし、1995年3月まで通算27回の来日を果たしたが、膝の故障が慢性化して次第に精彩を欠くようになる。最後の来日となった1995年のチャンピオン・カーニバルでは、白星はダニー・クロファットと大森隆男からの2勝のみで11人中9位の戦績で終わった。

### WWF / 引退後
全日本プロレス離脱後、1995年6月よりWWFに再登場。ウェイロン・マーシー（Waylon Mercy）をリングネームに、後退していたトレードマークの金髪を黒く染め、額に短刀、両腕と首元に文字の入れ墨を施した、アロハシャツに白いタンクトップとスラックス姿の精神異常者ギミックに変身する。「命はウェイロン・マーシーの手中にある（Lives are gonna be in Waylon Mercy's hands）」という口上のもと、ピアノ独奏によるテーマ曲で観客に手を振りながら笑顔で入場し、レフェリーや対戦相手に握手を求めるなど最初は善人的な振る舞いを見せるが、試合が始まると狂乱ファイトを繰り広げるサイコパス系ヒールを演じた（ウェイロン・マーシーのキャラクターは、1991年公開の映画『ケープ・フィアー』でロバート・デ・ニーロが演じた主人公＝マックス・ケイディをモチーフにしている。同作品は1962年公開の映画『恐怖の岬』のリメイク版）。
ニュー・ジェネレーション期に入っていたWWFでは、ボブ・ホーリー、1-2-3キッド、アルド・モントーヤなどから勝利を収め、アメリカン・スターシップ時代のパートナーだったレイザー・ラモンとも対戦。9月17日にはトロントのメープル・リーフ・ガーデンにおけるハウス・ショーで、ディーゼルが保持していたWWF世界ヘビー級王座に挑戦した。9月26日の再戦では、ブリティッシュ・ブルドッグとオーエン・ハートの介入もあってカウントアウト勝ちを拾っている（ノンタイトル戦のため王座は移動せず）。サビオ・ベガやファトゥとも抗争していたが、ディーゼルとの試合で腰を負傷したため、同年10月に引退した。活動期間は短かったものの、ウェイロン・マーシーのキャラクターは後年のブレイ・ワイアットにも影響を与えた。
引退後はフロリダ州オデッサで建設会社を経営している。一時期、フロリダの芸能プロダクションに在籍して俳優やモデル等の仕事をしていた。
長らくプロレス界との接点を絶っていたが、2015年8月1日、フロリダ州オカラにおけるドリー・ファンク・ジュニア主宰のイベントにおいて、ドリーと共に10人タッグマッチに出場した。

## 得意技
- スパイビー・スパイク（Spivey Spike）
  - 203cmの長身から放つDDTで、スパイビーの日本での代名詞的必殺技[3]。相手の首を抱え込み、一気に後方へ振り落とす。落とす前に立てた人差し指をクルクルと振り回すパフォーマンスを挟むことも多かった。
- スリーパー・ホールド
  - ウェイロン・マーシー時代のフィニッシュ[4]。
- ブルドッギング・ヘッドロック
- サイドウォーク・スラム
- スパイン・バスター
- スクラップ・バスター
- ビッグ・ブート

## 獲得タイトル
全日本プロレス
- 世界タッグ王座：1回（w / スタン・ハンセン）[12]

フロリダ・チャンピオンシップ・レスリング
- FCWフロリダ・ヘビー級王座：1回[24]

ユニバーサル・レスリング・フェデレーション
- UWFアメリカス・ヘビー級王座：1回[2]